# Carlos Cavazo
Carlos Cavazo est un guitariste américain de heavy metal. Il est né le 8 juillet 1957 à Mexico. Il fut le guitariste du groupe de heavy metal Quiet Riot, en remplaçant Randy Rhoads.
En 2008 il se joint au groupe de glam metal Ratt et complète un duo avec Warren de Martini le guitariste soliste du groupe.
Il a un frère, Tony Cavazo, un bassiste américain.

## Discographie

### Snow
- 1981 Snow

### Quiet Riot
- 1983: Metal Health
- 1984: Condition Critical
- 1986: QRIII
- 1988: Quiet Riot
- 1993: Terrified
- 1995: Down to the Bone
- 1999: Alive and Well
- 2001: Guilty Pleasures

### Hear 'n Aid
- 1985: Hear 'n Aid
- Notices d'autorité :   - VIAF
  - ISNI
  - Espagne
  - Pays-Bas